# Стрелков, Николай Сергеевич
Стрелков Николай Сергеевич (род. 28 сентября 1951 года) — российский учёный, врач, детский хирург, доктор медицинских наук. Ректор Ижевской государственной медицинской академии (1993—2018).

## Биография
Родился 28 сентября 1951 года в деревне Карачум Игринского района Удмуртской АССР. Закончил 10 классов Зуринской средней школы в 1968 году. После школы поступил на лечебный факультет Ижевского медицинского института, по окончании получил специализацию детского хирурга.
В 1974—1975 гг. — врач-хирург в Республиканской клинической больнице УАССР, затем до 1989 г. — ассистент кафедры детской хирургии ИГМИ, в 1989 г. становится доцентом кафедры детской хирургии ИГМИ. В 1985—1990 являлся заместителем декана, с 1990 — декан педиатрического факультета и проректор по учебной работе ИГМИ. С 1993 года по июль 2018 года был тринадцатым ректором Ижевской государственной медицинской академии.
Является автором и соавтором более 750 научных работ, 62 патентов на изобретения, 38 рационализаторских предложений, внедренных в практику. Под его руководством защищены 22 кандидатские и 3 докторские диссертации.
Лауреат Государственной премии Удмуртской Республики в области науки, лауреат Международной премии «ЕАRТНМАКЕR» — «за мудрость и дальновидность политики управления» (1998, Париж) а в 1999 году — «Серебряный папирус» (Женева) «За вклад в подготовку кадров»; Заслуженный работник здравоохранения Удмуртской Республики; имеет квалификацию «врач высшей категории» В течение многих лет Н. С. Стрелков является членом Международного консультативного комитета финно-угорских народов, руководителем комиссии «Здоровье, демография, экология», главным редактором международного журнала «Здоровье, демография, экология финно-угорских народов».
Н. С. Стрелков неоднократно баллотировался в депутаты Государственного совета Удмуртской Республики, в том числе по округу 24 на довыборах 21.10.2001 г., но избран не был.
В 2014 году был избран в Общественную палату Российской Федерации от Удмуртии. При его участии ведущие медицинские организации города Ижевска получили статус клинических баз медакадемии, что повысило уровень качества медицинской помощи населению.

## Награды и звания
- «Заслуженный работник здравоохранения Удмуртской Республики»,
- «Заслуженный врач Российской Федерации»,
- Почётный гражданин Ижевска
- награждён юбилейной медалью «55 лет Спецстрою России» Федерального агентства специального строительства,
- медаль «За верность долгу и Отечеству»,
- орден «За заслуги в развитии медицины и здравоохранения».

## Личная жизнь
Женат, имеет дочь и двоих сыновей.